# MT-LBu
MT-LBu (ros. МТ-ЛБу) – radziecki pływający transporter opancerzony z lekkim, wielozadaniowym podwoziem gąsienicowym i uniwersalnym nadwoziem przeznaczonym do montażu różnego rodzaju sprzętu wojskowego.

## Historia
W latach 1970–1975 w ZSRR wzrosło zapotrzebowanie na uniwersalny nośnik nowych systemów uzbrojenia, a także stworzenia wozów dowodzenia różnych szczebli. W Charkowskiej Fabryce Traktorów rozpoczęto opracowywanie «Объект 10» – Obiektu 10, transportera MT-LB. W tym też czasie rozpoczęto prace nad  120 mm, samojezdna armatohaubicą. Początkowo planowano nałożyć wieżę z haubicą 2A31 (zmodernizowana wersja haubicy ciągnionej D-30 kal. 122 mm), na podwozie MT-LB, okazało się jednak, że jego sześciokołowe podwozie było na to zbyt słabe, więc wydłużono kadłub i wprowadzono dodatkowe, siódme koło. W rezultacie powstało wydłużone podwozie MT-LBush («Объект 26»), dla działa samobieżnego 122 mm 2S1 Goździk. Wiele tak zwanych "wariantów MT-LB" jest w rzeczywistości opartych na transporterze MT-LBu.

## Konstrukcja
Podwozie opracowane zostało na bazie podzespołów transportera MT-LB, ale otrzymało zupełnie inny kadłub. Zmieniono też zawieszenie i dodano siódme koło jezdne. Wydłużony i podwyższony kadłub pojazdu pozwolił na zwiększenie objętości przedziału ładunkowego. W dachu kadłuba wykonano okrągły właz o dużej średnicy do montażu różnych wielkogabarytowych urządzeń, a po bokach znajdowało się kilka dodatkowych włazów umożliwiających dostęp do wyposażenia wewnętrznego. Pomimo tego, że masa pojazdu wzrosła do 14 ton, to po zastosowanemu mocniejszego silnika, JMZ-238N o mocy 300 koni mechanicznych, jego osiągi jezdne pozostały na poziomie MT-LB. Maksymalna prędkość na drogach utwardzonych wynosiła nadal 60 km/h. Udało się również zapewnić MT-LBu pływalność. W celu zwiększenia efektywności poruszania się po wodzie zmieniono konstrukcję klap przednich, które otrzymały korzystniejszy z hydrodynamicznego punktu widzenia kształt. Były demontowalne i instalowane tylko podczas poruszania się po wodzie. MT-LBu nie posiadał standardowego uzbrojenia.
W przedniej części kadłuba znajdował się przedział napędowy i stanowisko kierowcy, za nim – po lewej stronie środkowej części kadłuba – zamontowano silnik, następnie – przedział ładunkowy. Kadłub MT-LBu jest w całości spawany, w kształcie skrzynki, ze stali pancernej grubości od 3 mm do 14mm. Wewnątrz podzielony jest ściankami działowymi, panelami i podłogami na przedziały.
Obserwacja drogi i terenu odbywa się przez wizjery wyposażone w wycieraczki, oraz przez sześć urządzeń obserwacyjnych. Szyby przednie mogą być zamykane od wewnątrz za pomocą osłon ochronnych.

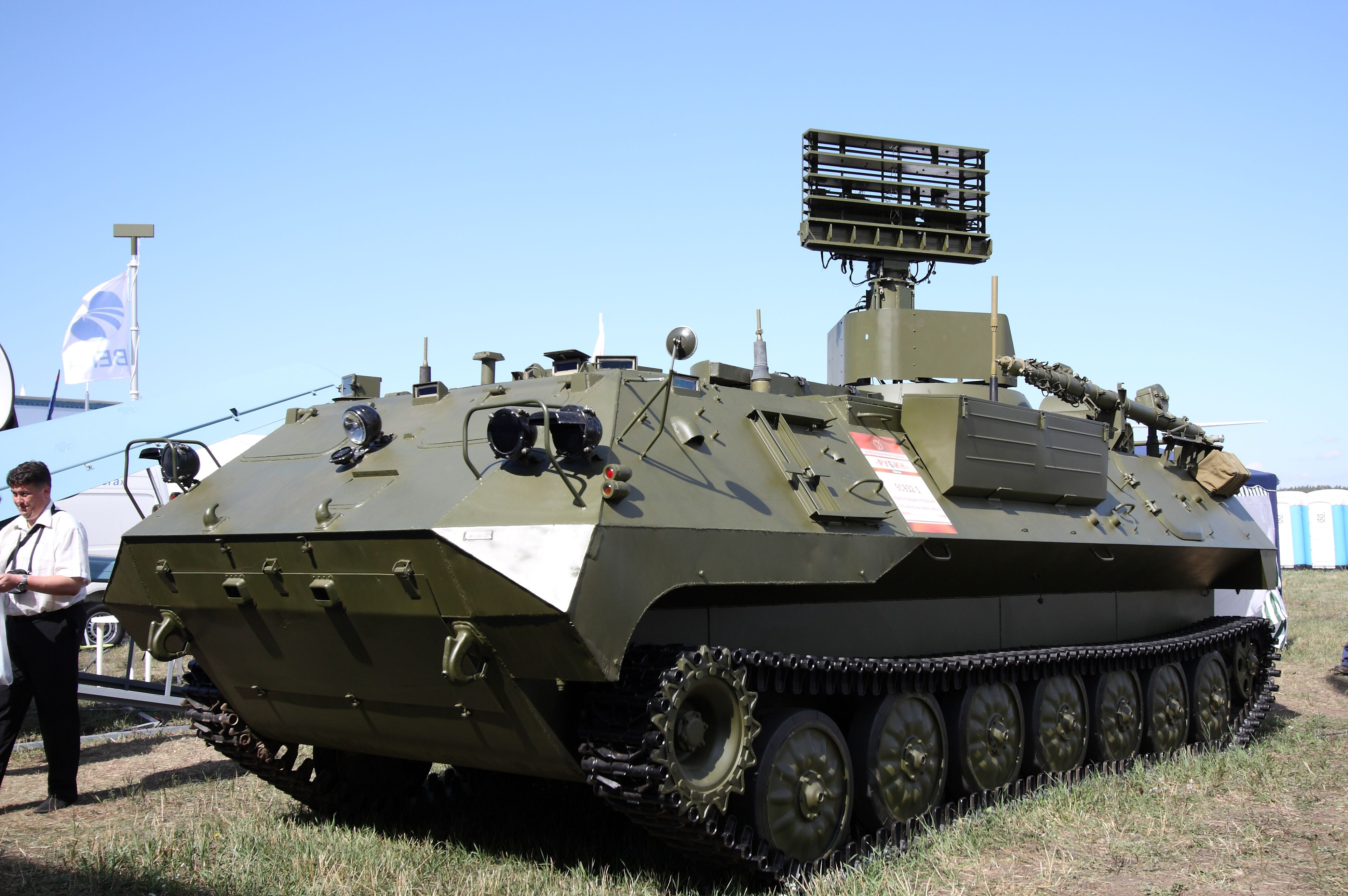
MT-LBu z radarem kierowania obroną powietrzną

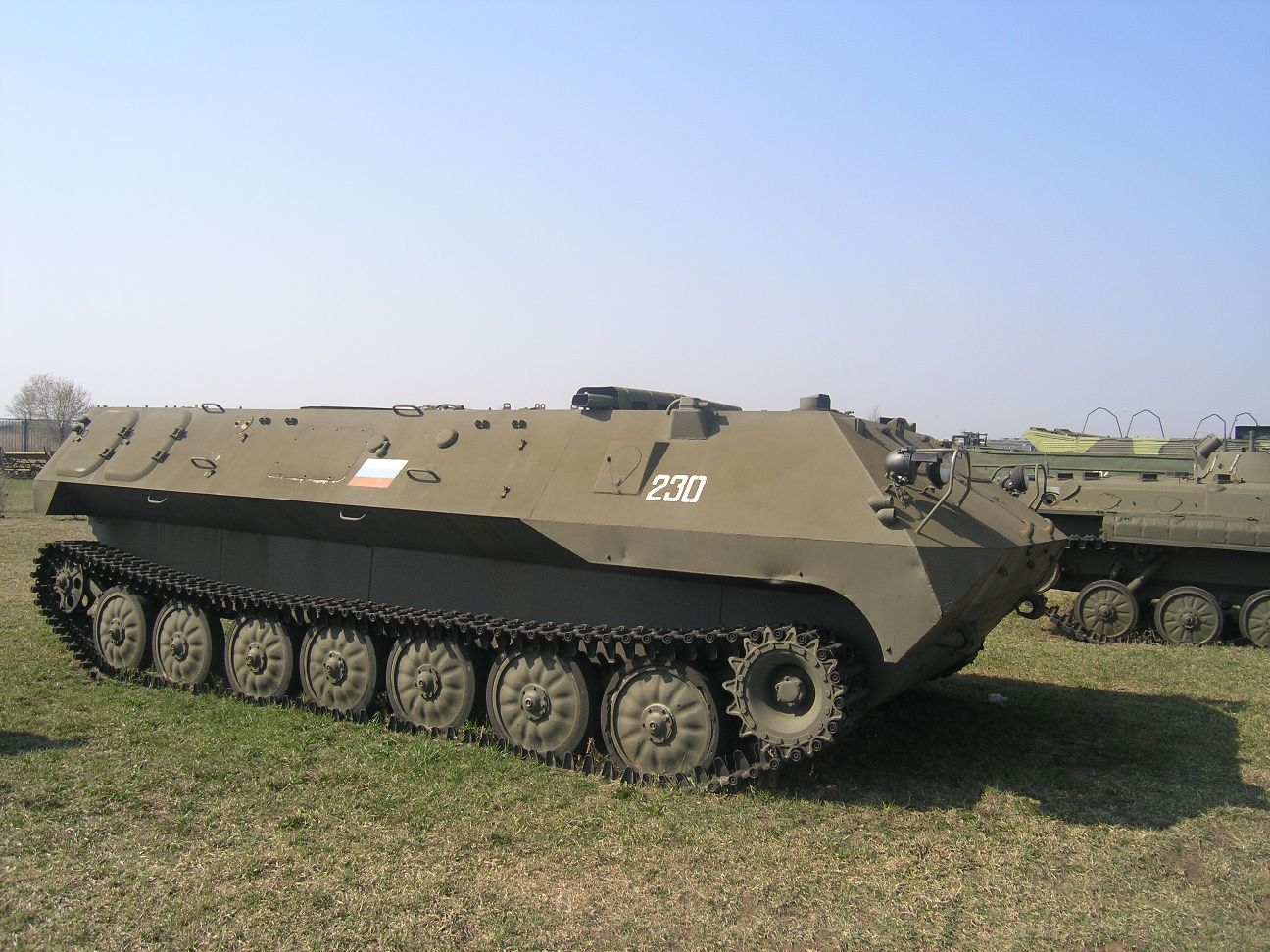
MT-LBu w muzeum w Togilatti

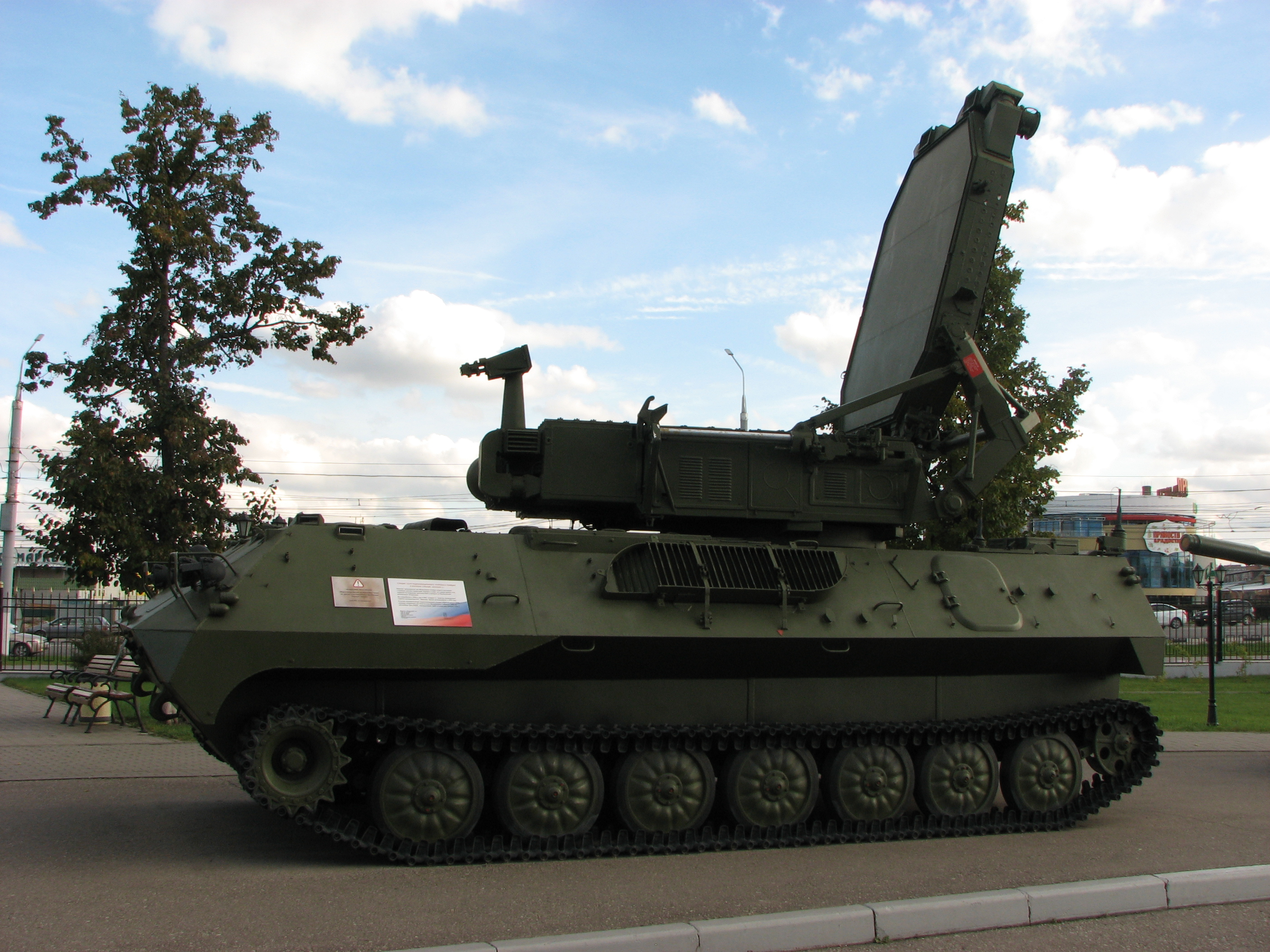
MT-LBu z radarem Zoopark-1 (1Л219 Зоопарк-1)

### W stosunku do wozu MT-LB w konstrukcji nowego pojazdu wprowadzono następujące zmiany:
- nowy korpus
- wydłużenie nadwozia o 810 mm z dodaniem 7 koła jezdnego;
- zwiększenie wysokości pojazdu o 200 mm, co umożliwiło zwiększenie objętości wewnętrznej i przesunięcie przedziału sterowania znad przedziału skrzyni biegów.
- ponieważ w przedziale ładunkowym potrzebna była przestrzeń aby pomieścić wyposażenie, zamiast dwojga tylnych drzwi otwieranych w podobny sposób jak drzwi w BMP-1, zainstalowano jedne drzwi.
- usunięto wieżyczkę karabinu maszynowego nad przedziałem sterowania. Na artyleryjskich systemach kierowania ogniem opartych na MT-LBu nad przedziałem sprzętowym znajduje się obrotowa wieżyczka w formie ściętego stożka, której głównym przeznaczeniem jest umieszczenie optycznych urządzeń obserwacyjnych.
- montaż mocniejszego silnika JMZ-238BN o mocy 300 KM (wobec 240 KM w MT-LB);
- montaż opuszczanych osłon hydrodynamicznych z przodu i kratek z tyłu, które poprawiają kontrolę maszyny podczas poruszania się na wodzie[1].

### Charakterystyka taktyczno-techniczna MT-LBu
- masa bojowa – 11,5 + do 4 ton zamontowanego sprzętu
- załoga – 1+6
- długość – 7210 mm
- szerokość – 2850 mm
- wysokość – 2035  mm
- prześwit – 400 mm
- pancerz – do 14 mm
- silnik – JMZ-238N, turbodoładowany diesel, maksymalna moc: 300 KM, przy 2100 obr./min
- prędkość na drogach utwardzonych – 61,5 km/h
- prędkość w terenie – 26–32 km/h
- prędkość pływania – 5 km/h
- zasięg – 500 km
- kąt podjazdu – 35 stopni[1][2]

## Wersje produkcyjne i pojazdy pochodne
- 1 W12 Maszyna – system 4 wozów dowodzenia i rozpoznawczych artylerii samobieżnej[3]
- 1W13 (M1974-1) – wóz dowódcy baterii (wysunięte stanowisko dowodzenia)
- 1W14 (M1974-2A) – wóz dowódcy baterii
- 1W15 (M1974-2B) – wóz dowódcy dywizjonu (wysunięte stanowisko dowodzenia)
- 1W16 (M1974-3) – wóz dowódcy dywizjonu[3]
- 2S1 1W21 – wóz dowodzenia obrony przeciwlotniczej
- 2S1? (M1979) – wóz saperski
- RChM – wóz rozpoznania chemicznego
- Da1 – wóz rozpoznania chemiczno-jądrowego
- Zoopark 1 – wóz z systemem radarów do kierowania ogniem artylerii
- MT-LBu – wóz dowodzenia z powiększonym kadłubem[4][5]
- R-330P Piramida[6]

## W Polsce (odmiany)
Wprowadzone w latach 80. XX wieku, rosyjskie wozy automatycznego dowodzenia artylerią 1 W12 Maszyna.
10 pojazdów systemu R-330P Piramida, znajdowało się m.in. na wyposażeniu 8 pułku zakłóceń radiowych. Ich ostatnim użytkownikiem był 10 batalion rozpoznawczy Strzelców Konnych 11. Dywizji Kawalerii Pancernej z Żagania.